# Lord of the Lost
Lord of the Lost — немецкая готик-индастриал-метал-группа из Гамбурга. Группа представляла Германию на конкурсе песни «Евровидении-2023» с песней «Blood and Glitter» и заняла последнее место.

## История
Группа основана гамбургским музыкантом Крисом «Лордом» Хармсом в 2007 году. После основания группы он начал работать над первыми демо для дебютного альбома «Fears». Состав группы был собран из круга друзей-музыкантов Криса. После рассылки демо группа подписала договор с Out Of Line Music, с которыми Крис успешно работал ранее в проекте UnterArt. Группа самостоятельно сняла клип на песню «Dry The Rain», и лейбл организовал Промо-CD, содержащий в себе первый сингл и клип, который был распространен на M’era Luna фестивале в 2009 году.
В феврале 2010 года был выпущен дебютный альбом «Fears». Группа сняла свой второй клип на песню «Last Words». Lord Of The Lost принимали участие в таких крупных фестивалях, как Wave Gotik Treffen, M’era Luna и Wacken Open Air. После этого они принялись за производство второго студийного альбома. В марте 2011 года выходит их второй сингл и видео на песню «Sex On Legs». За ним в апреле последовал концептуальный альбом «Antagony».
В июле 2011 года был запущен видеоблог на Youtube под названием «TV Of The Lost», где музыканты выкладывают видеоотчеты из тура.
Начало 2012 года для группы ознаменовалось выходом EP «Beside & Beyond», который содержит альтернативные версии уже существующих хитов коллектива, а также ранее не издававшиеся композиции, написанные Крисом для The Pleasures. Кроме этого, была выпущена кавер-версия песни Леди Гаги «Bad Romance».
В июле команда посетила ещё один крупный фестиваль Amphi Festival в Кёльне, а в августе выпустила альбом Die Tomorrow.
23 мая 2014 года группа выпустила альбом From The Flame Into The Fire. 20 марта 2015 года вышел альбом Swan Songs и 31 июля того же года — EP Full Metal Whore. 29 июля 2016 был издан альбом Empyrean.
19 мая 2017 года был подписан контракт с лейблом Napalm Records и анонсирован новый ансамблевый альбом «Swan Songs II», выход которого был намечен на осень 2017 года (выход альбома так и не состоялся).
8 июля 2017 года группа выступила на Volle Kraft Voraus Festival 2017 совместно с группами Eisbrecher, Combichrist, Unzucht и другими.
3 августа группа выпустила свой 6-й студийный альбом Thornstar.
Альбом Thornstar занял 6 место в официальном чарте Германии и пять недель подряд занимал 1 место в Deutsche Alternative Charts.
В 2022 году вышел восьмой студийный альбом группы, Blood and Glitter. Заглавную песню альбома (которая также называется Blood and Glitter) группа исполнила на Евровидении-2023, заняв последнее место в финале с 18 баллами.

## Состав

### Текущий состав
- Крис «Лорд» Хармс (Chris «Lord» Harms) — вокал, гитара, виолончель (основатель)
- Джеред Дёрдж (Gared Dirge) — фортепиано, синтезатор, ударные, гитара (с 2010)

- Benjamin "Benji" Mundigler — гитара, клавишные, бэк-вокал (с 2024 года)

- Пи Штофферс(Pi Stoffers) — гитара (с 2016 года)
- Класс Гринейд (Class Grenayde) — бас-гитара (с 2008 года)
- Никлас Каль (Niklas Kahl) — барабаны (с 2017)

### Бывшие участники
- Sensai — гитара (2007—2010)
- Sebsta Lindström — гитара (2007—2011)
- Any Wayst — барабаны (2007—2011)
- Christian «Disco» Schellhorn — барабаны (2012—2014)
- Tobias Mertens — барабаны (2014—2017)
- Bo Six — гитара (2011—2016)

## Музыкальный стиль
Lord of the Lost исполняет музыку в нескольких жанрах, включая хэви-метал и глэм-рок, дарк-рок под влиянием глэм-рока, индустриальную музыку и классическую музыку. В интервью журналу Orkus и веб-сайту Subexistence Крис Хармс назвал такие группы и музыкантов, как Rammstein, Nine Inch Nails, Мэрилин Мэнсон и Леди Гага, одними из многих исполнителей, которых он слушает и под влиянием которых находится. AllMusic описал Lord of the Lost как «зловещий гот-метал и мрачный индастриал-рок».

## Дискография

### Студийные альбомы
- 2010: Fears
- 2011: Antagony
- 2012: Die Tomorrow
- 2014: From The Flame Into the Fire
- 2016: Empyrean
- 2018: Thornstar
- 2021: Judas
- 2022: Blood & Glitter
- 2023: Weapons Of Mass Seduction

### EP
- 2012: Beside & Beyond
- 2015: Full Metal Whore
- 2018: Ruins

### Синглы
- 2009: «Dry The Rain»
- 2011: «Sex on Legs»
- 2014: «Afterlife»
- 2014: «La Bomba»
- 2016: «The Love Of God»

### Концертные альбомы и сборники
- 2013: Give Our Hearts — Live auf St. Pauli
- 2015: Swan Songs
- 2015: A Night to Remember — Live Acoustic in Hamburg
- 2017: Swan Songs II
- 2018: Confession: Live at Christuskirche
- 2019: Till Death Us Do Part: Best Of
- 2020: Swan Songs III

### Эксклюзивно для сборников
- 2011: «Do You Wanna Die Without A Scar» (на Sonic Seducer-Sampler Cold Hands Seduction Vol. 117)
- 2011: «Death Doesn’t Kill You But I Do» (на Out of Line-Sampler Awake The Machines, Vol. 7)

### Клипы
| - 2009: «Dry the Rain» - 2010: «Last Words» - 2011: «Sex on Legs» - 2011: «Prison» - 2012: «Beyond Beautiful» - 2012: «Die Tomorrow» - 2013: «See You Soon» - 2013: «Kingdom Come» - 2014: «Credo» - 2014: «Afterlife» - 2014: «La Bomba» - 2014: «Six Feet Underground» - 2015: «Lost in a Heartbeat» - 2015: «Full Metal Whore»* - 2016: «The Love Of God» - 2016: «Drag Me To Hell» - 2016: «In Silence» - 2017: «Raining Stars» - 2017: «Waiting For You To Die» | 2017: «Lighthouse» 2017: «The Broken Ones» 2017: «My Better Me» 2017: «Fists Up In The Air (Swan Songs II Version)» 2018: «On This Rock I Will Build My Church» 2018: «Morgana» 2018: «Haythor» 2018: «Black Halo» 2018: «Forevermore» 2019: «Loreley» 2019: «Voodoo Doll» 2019: «Till Death Us Do Part (2019 Version)» 2019: «Ruins» 2019: «Under the Sun» 2020: «A one ton Heart» 2020: «A Splintered Mind» 2020: «Dying on the Moon (feat. Joy Frost)» 2020: «We were young (feat. Heaven Can Wait Chor)» | 2021: «The Death of All Colours» 2021: «Priest» 2021: «For They Know Not What They Do» 2021: «The Gospel Of Judas» 2021: «Born With A Broken Heart» 2021: «Viva Vendetta» 2022: «The Heartbeat Of The Devil» 2022: «A World Where We Belong» 2022: «Blood & Glitter» 2023: «Leave Your Hate In The Comments» 2023: «Leaving The Planet Earth» 2023: «Absolute Attitude» 2023: «Destruction Manual» 2023: «The Curtain Falls» 2023: «noituLOVEr» 2023: «Reset The Preset» 2023: «Dead End» 2023: «No Respect For Disrespect» 2023: «One Last Song» 2023: «Shock To The System» 2023: «The Look» |